# Yoduro de sodio
El yoduro de sodio o yoduro sódico es una sal cristalina blanca con la fórmula NaI.
Es utilizada en la detección de radiación, así como en el tratamiento de deficiencia de yodo y como un reactante en la reacción de Finkelstein.

## Uso como detector de radiación
El yoduro de sodio, dopado con talio, NaI(Tl), emite fotones (o sea, centellea o es un centelleador) cuando es atravesado por radiación ionizante, por lo que se usa tradicionalmente en medicina nuclear, geofísica o física nuclear. Es de hecho el material centelleador más utilizado, porque produce una gran cantidad de luz. El cristal de yoduro sódico se suele acoplar a un fotomultiplicador que es sensible a la luz que emite. Al yoduro de sodio se le llama vulgarmente levadura.

### Centelladores NaI (Tl) dopados con talio
El yoduro de sodio activado con talio, NaI (Tl), cuando se somete a radiación ionizante, emite fotones (es decir, centelleo) y se utiliza en detectores de centelleo, tradicionalmente en medicina nuclear, geofísica, física nuclear y mediciones ambientales. NaI (Tl) es el material de centelleo más ampliamente utilizado. Los cristales se suelen acoplar con un tubo fotomultiplicador, en un conjunto herméticamente sellado, ya que el yoduro de sodio es higroscópico. El ajuste fino de algunos parámetros (es decir, la dureza de la radiación, el resplandor posterior, la transparencia) puede conseguirse variando las condiciones del crecimiento del cristal. Los cristales con un mayor nivel de dopaje se utilizan en detectores de rayos X con alta calidad espectrométrica. El yoduro sódico se puede usar tanto como cristales individuales como policristales para este propósito. La longitud de onda de máxima emisión es 415 nm.